# Абхази, Константин Николаевич
Князь Константин (Котэ) Николаевич Абхази (в России — Абхазов, груз. კონსტანტინე (კოტე) ნიკოლოზის ძე აფხაზი; 25 сентября 1867 или 27 ноября 1867, Карденахи, Кавказское наместничество — 20 мая 1923, Тифлис) — грузинский военный и политический деятель, генерал-майор Русской императорской армии (1916) и армии Грузинской Демократической Республики (1918), тифлисский губернский предводитель дворянства (1913—1917).

## Биография
Родился в богатой и знатной семье. Он был сыном князя Николоза Абхази и княгини Нино Чавчавадзе, сестры выдающегося грузинского писателя и общественного деятеля Ильи Чавчавадзе.

### На русской службе
Окончил Тбилисский кадетский корпус и 1-е военное Павловское училище (1886) в Санкт-Петербурге. В 1890 году поступил на службу в русскую армию.
- Подполковник (1908). Командир 4-й батареи Кавказской гренадерской артиллерийской бригады.
- 21.03.1911 уволен в отставку с производством в чин полковника.
- После окончания службы участвовал во многих социально-экономических проектах, в том числе в строительстве железной дороги в Грузии.
- Избран предводителем дворянства Тифлисской губернии (13.01.1913).
- С началом Первой мировой войны вновь определён на военную службу с чином подполковника (ВП 15.09.1914) был назначен командиром вновь формируемой Кавказской артиллерийской бригадой (и сохранением должности предводителя дворянства).
- В апреле 1915 года отправился на Западный фронт, где участвовал в боях до декабря 1915 года.
- Генерал-майор (1916). Распоряжением нового наместника на Кавказе Великого князя Николая Николаевича откомандирован в Тифлис для исполнения должности предводителя дворянства.
- 04.06.1916 года переизбран губернским предводителем дворянства на новое трёхлетие (1916—1918). Назначен состоять в распоряжении Главнокомандующего Кавказским фронтом.
- 25.10.1916 года избран от дворянства Тифлисской губернии в Государственный Совет (на оставшийся 5-летний срок от текущего 9-летия).
- 21.02.1918 уволен на пенсию.

### В независимой Грузии
Вернувшись в Грузию, получил чин генерала (1918) грузинской армии и стал одним из основателей Национально-демократической партии Грузии (1917). При его участии в феврале 1918 года был основан Тбилисский Государственный Университет.
26 мая 1918 года подписал Декларацию независимости Грузии.
В 1917—1919 годах был членом Национального Совета Грузии, а в 1921 году стал председателем (главой ЦК) Национально-демократической партии Грузии.

### В советской Грузии
В начале 1921 года в Грузии была установлена советская власть при поддержке 11-й армии Советской России, вынудившими меньшевистское правительство Грузии покинуть страну. Однако Абхази остался в Грузии и вступил в подпольное движение Комитет за независимость Грузии, в котором возглавил Военный Центр. Руководил организацией партизанских отрядов в Пшаво-Хевсуретии и Кахетии (1921—1923).
В марте 1923 года Абхази и 14 других членов Военного Центра (Александр Андроникашвили, Варден Цулукидзе, полковник Георгий Химшиашвили, Ростом Мусхелишвили, Михаил Зандукели, Симон Багратион-Мухранский, Парнаоз Каралашвили, Иасон Кереселидзе, Иване Кутателадзе, Симон Чиабришвили, Александре Мачавариани, Элизбар Гулисашвили, Леван Климиашвили и Дмитрий Чрдилели) были арестованы органами ГПУ. 19 мая 1923 года Абхази решением коллегии Закавказской и Грузинской ЧК был осуждён к высшей мере наказания по обвинению в руководстве «Военным центром», готовившим вооружённое антисоветское восстание в Грузии.
Выписка из расширенного совещания коллегии закавказской и грузинской чрезвычайных комиссий (ЧК) от 19 мая 1923 года:

Председательствовал — руководитель Закавказской ЧК товарищ Могилевский 

На коллегии присутствовали товарищи Панкратов, Зонов, Махновский, Николаев, Кванталиани, Берия, Микеладзе, Элиава, Орахелашвили и Ломинадзе. 

Заслушали (Докладчик товарищ Ашукин).
1. Дело об военной организации Антисоветских партий, согласно которому Константин Николаевич Абхази, 55 лет, высшее образование, бывший дворянин, бывший генерал, бывший глава дворянства, глава центрального комитета грузинской национально-демократической партии, — обвиняется в заговоре против советской власти, в создании в Грузии бандформирований и участия в них, в шпионаже в пользу Антанты, в измене рабоче-крестьянского государства и в предательстве.
Постановили:
2. Константина Николаевича Абхази, 55 лет, высшее образование, бывший дворянин, бывший генерал, бывший глава дворянства, глава центрального комитета грузинской национально-демократической партии, который вошёл в военный центр и который участвовал в руководстве подготовки восстания против советской власти, в рассмотрении в национально-демократической партии вопроса от восстании, и, как он сам в этом признался, проголосовавшем за немедленное вооружённое восстание — расстрелять.
Приговор привести в исполнение в течение 24 часов.
Глава регистрационного отдела закавказской чрезвычайной комиссии
Маисов

К. Н. Абхази был расстрелян в Тбилиси 20 мая 1923 года. Перед казнью он сказал:

Я умираю с радостью, потому что я горд быть принесённым в жертву за Грузию. Моя смерть принесёт победу Грузии.

Тогда же были расстреляны и другие участники Военного Центра.

## Потомство
Сын Абхази Николай (умер в 1987 году) и его супруга уроженка Шанхая Пеги Пембертон Картер (Peggy Pemberton Carter; умерла в 1994 году) переселились в Канаду и начали в 1946 году строительство хорошо известного Сада Абхази (Abkhazi Garden)
в городе Виктория на острове Ванкувер в Британской Колумбии, Канада.

## Награды
Ордена:
- Святой Анны 3-й степени (1906);
- Святого Станислава 2-й степени (1910);
- Святого Владимира 4-й степени с мечами и бантом (1915);
- Святого Владимира 3-й степени с мечами (1916).

## Память
Именем Котэ Абхази названа улица в Тбилиси (бывшая — Леселидзе). На д. 46 по улице Ладо Асатиани установлена мемориальная доска.